# Госпођица Јулија (филм из 2014)
Госпођица Јулија (енгл. Miss Julie) је британско–норвешка филмска драма, заснована по мотивима истоименог натуралистичког комада Аугуста Стриндберга. Филм је написала и режирала Лив Улман, а насловна улога поверена је Џесики Частејн. Премијерно је приказан на филмском фестивалу у Торонту у септембру 2014.

## Радња
Једне летње ноћи 1890. године, у норвешком округу Фермана, на имању англо-ирског аристократе, госпођица Јулија, његова ћерка и наследница имања, покушава да заведе батлера. Њихова афера поиграће се са устаљеним емотивним и класним односима који владају у кући.

## Улоге
| Глумац         | Улога            |
| -------------- | ---------------- |
| Џесика Частејн | госпођица Јулија |
| Колин Фарел    | батлер Жан       |
| Саманта Мортон | куварица Кристин |